# Stephanie Kurtzuba
Stephanie Kurtzuba, född 20 mars 1972 i Omaha, Nebraska, är en amerikansk skådespelare.
Kurtzuba har bland annat medverkat i TV-serien Blue Bloods (2019-2023). Hon har även medverkat i filmerna The Wolf of Wall Street från 2013, The Irishman från 2019 och The Machine från 2023.

## Filmografi (i urval)
- 2013: The Wolf of Wall Street
- 2019: The Irishman
- 2019-2023: Blue Bloods
- 2021: The Machine